# الحزب الشيوعي لكمبوتشيا
الحزب الشيوعي لكمبوتشيا (بالخميرية: គណបក្សកុំមុយនីសកម្ពុជា )‏ هو حزب سياسي كمبودي، أسس في 29 يونيو 1951، وحل في 6 ديسمبر 1981، يقع مقره في بنوم بنه، أمينه العام هو بول بوت، ومن مؤسسيه Son Ngoc Minh ‏.

## أعضاء بارزون
- كود سباركل
- تحديث القائمة

- بول بوت
- نون تشيا (1951 - 1981)
- خيو سامبان
- اينج ساري
- كانغ كيك إيو
- تاع موك
- إينج ثيريث
- سون سين
- شياء سيم
- هو نيم ( - 1977)